# Harry Warren
Harry Warren, född 24 december 1893 i Brooklyn, död 22 september 1981, var en amerikansk kompositör och textförfattare. Warren var den första stora amerikanska låtskrivare som i första hand skrev för filmen. Han nominerades elva gånger till en Oscar för bästa sång och vann tre gånger: Lullaby of Broadway (1935), You'll Never Know (1943) och On the Atchison, Topeka and the Santa Fe (1946). Han skrev musiken till den första filmmusikal som blev en kassasuccé, 42:a gatan. Koreografin gjordes av Busby Berkeley, som han skulle samarbeta i många musikfilmer.
I en karriär som spände över fyra decennier skrev Warren mer än 800 sånger. Andra välkända Warren-hits är I Only Have Eyes for You, You Must Have Been a Beautiful Baby, Jeepers Creepers, The Gold Diggers' Song (We're in the Money), That's Amore, The More I See You, At Last och Chattanooga Choo Choo (som erhöll historiens första guldskiva). Warren var en av USA:s mest produktiva filmkompositörer och hans låtar förekommer i över 300 filmer. 
Harry Warren skrev också musiken till musikalen Shangri-La, som lades ned efter endast 21 föreställningar på Broadway 1956.
Warren gifte sig med Josephine Wensler 1917. De fick en son, Harry Jr. (1919–1938) och en dotter, Joan (f. 1925). Warrens änka avled 1993.
Harry Warren avled 1981 i Los Angeles. Han är begravd på Westwood Village Memorial Park Cemetery i Los Angeles. På plaketten med Warrens gravskrift finns även de första noterna i "You'll Never Know".

## Filmmusik i urval

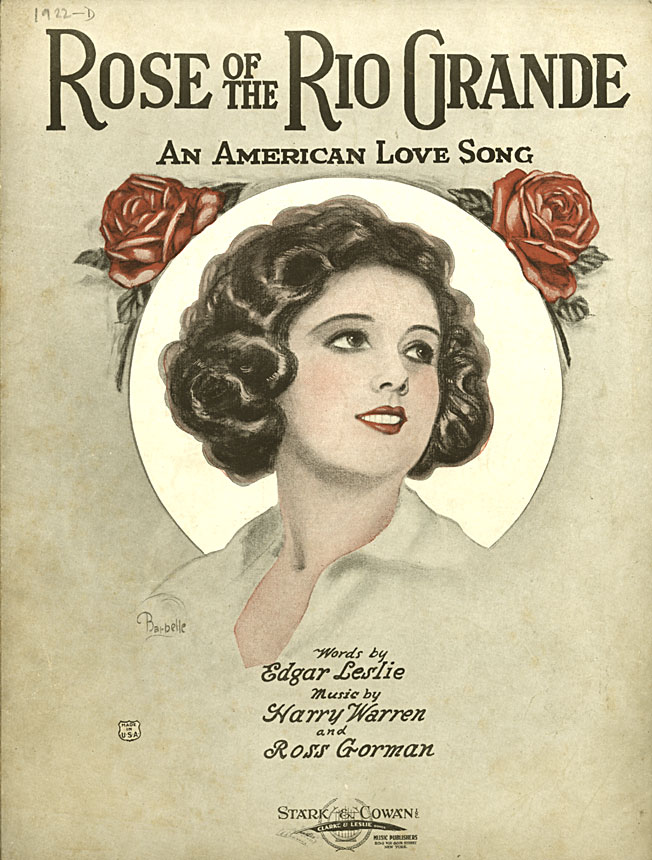
Harry Warren skrev musiken till Rose of the Rio Grande (1922).

- "Forty-Second Street" (1933) m. Al Dubin för 42:a gatan
- "The Boulevard of Broken Dreams" (1933) m. Al Dubin för Moulin Rouge
- "I Only Have Eyes for You" (1934) m. Al Dubin för Dames
- "Lullaby of Broadway" (1935) m. Al Dubin för Gold Diggers of 1935
- "Remember Me?" (1937) m. Al Dubin för Mr. Dodd Takes The Air
- "Jeepers Creepers" (1938) m. Johnny Mercer för Hoppla vi rider!
- "You Must Have Been a Beautiful Baby" (1938) m. Johnny Mercer för Kjol- och rackartyg
- "Down Argentina Way" (1940) m. Mack Gordon för Down Argentine Way
- "Chattanooga Choo Choo" (1941) m. Mack Gordon för Glädjens serenad
- "I've Got a Gal in Kalamazoo" (1942) m. Mack Gordon för Orkesterfruar
- "You'll Never Know" (1943) m. Mack Gordon för Hallå, Frisco!
- "On the Atchison, Topeka and the Santa Fe" (1945) m. Johnny Mercer för Harvey Girls
- "This Heart of Mine" (1946) m. Arthur Freed för Ziegfeld Follies
- "Zing a Little Zong" (1952) m. Leo Robin för Just For You
- "That's Amore" (1953) m. Jack Brooks för Kuliga kumpaner
- "An Affair To Remember" (1956) m. Harold Adamson och Leo McCarey för Allt om kärlek